# 浦項棒球場
浦項棒球場（韓語：포항야구장），是韓國的一座棒球場，位於慶尚北道浦項市南区，於2014年3月落成啟用，為韓國職棒三星獅第二主場與二軍使用場地。

## 外部連結
- 浦項棒球場在台灣棒球維基館上的頁面（繁體中文）